# Waechter (Adelsgeschlecht)

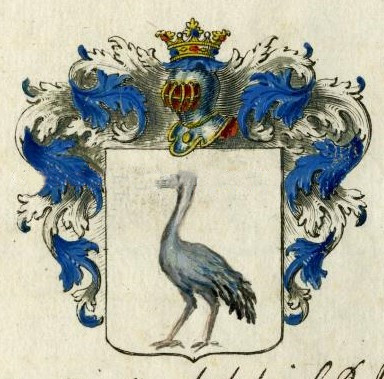
Stammwappen derer von Waechter (1779)

Waechter, auch Wächter ist der Name einer alt württembergischen Beamtenfamilie die im 18. Jahrhundert nobilitiert und im 19. Jahrhundert in zwei Linien in den Freiherrnstand erhoben wurde.

## Geschichte
Die lückenlose Stammreihe der Familie beginnt im 17. Jahrhundert, zur Zeit des Dreißigjährigen Krieges. Der erste zurückführbare Vorfahre war Hans Bernhard, welcher 1628 in einer württembergischen Urkunde genannt wird. Das Familienwappen, ein Kranich, der in seiner Kralle einen Stein hält, wurde bereits 1609 von Sebastian Waechter verwendet und war eine Auszeichnung für angesehene oder verdienstvolle Bürger. Sebastian Waechter war Klostervogt in Wildberg und Calw und erhielt dieses Wappen. Da die Inschrift schwer zu entziffern ist, könnte das Jahr auch 1593 gewesen sein.
Sein Sohn Johann Jakob war Obervogt in Mühlheim und wurde 1689 zum herzoglichen Württembergischen Geheimen Rat ernannt. Dessen Sohn, Eberhard Jakob, trat in den preußischen Dienst ein und wurde am 20. April 1740 als Offizier (Rang unbekannt) in den Reichsritterstand erhoben. Ein weiterer Sohn, Georg Eberhard, wurde am 3. Oktober 1760 von Friedrich dem Großen zum königlichen Kriegsrat ernannt und erhielt ein Freigut.
Georg Eberhards Sohn, Carl Eberhard, promovierte 1767 an der Universität Tübingen in Rechtswissenschaften. Anschließend trat er in den dänischen Dienst ein und wurde bereits im Alter von 27 Jahren zum Kammerherrn ernannt. Für seine besonderen Verdienste erhielt er den dänischen Danebrog-Orden, den höchsten königlichen Orden. 1772 wurde er vom Herzog von Württemberg zum Gesandten des Deutschherrenritterordens ernannt und an den französischen Hof entsandt, wo er bis zum Ausbruch der Französischen Revolution blieb. Am 11. Mai 1779 wurde Carl Eberhard, damals fürstlich-sachsen-meiningner und sachsen-gothaer geheimer Legationsrat, der Adelsstand mit Prädikat „von“ und die Lehenberechtigung verliehen. Carl Eberhard ist der Stammvater der Linie Waechter-Spittler, die am 9. Oktober 1841 den württembergischen Freiherrenstand mit Wappen- und Namensvereinigung („Spittler“) verliehen bekam.
Seit dem 17. Jahrhundert gab es ursprünglich vier Linien der Familie Waechter, von denen heute nur noch zwei bestehen: die Linien Waechter-Lautenbach und Waechter-Spittler.
Die Waechter-Lautenbach erhielten am 19. September 1819 den württembergischen Adel und am 18. Juni 1825 den württembergischen Freiherrenstand verliehen.
Carl Eberhards Sohn, Franz Ludwig Otto, war ebenfalls ein hoher Staatsbeamter am königlichen Hof in Stuttgart und wurde am 17. April 1855 von König Wilhelm von Württemberg für seine besonderen Verdienste in den erblichen württembergischen Freiherrenstand erhoben. 1848 erwarb er das Freigut Schloss Horn bei Biberach, wo seine drei Söhne aufwuchsen. Der älteste Sohn blieb auf Schloss Horn, während der jüngere nach Prag auswanderte, dort heiratete und die "böhmische Linie" gründete.
Schließlich erhielt die Familie am 6. Dezember 1878 den sächsischen Adel und am 4. Februar 1879 eine entsprechende württembergische Genehmigung.

## Persönlichkeiten
- August von Wächter (Diplomat, 1776) (1776–1852), deutscher Diplomat
- August von Wächter (1807–1879), deutscher Diplomat und Politiker
- Eberhard von Wächter (1762–1852), deutscher Maler
- Eberhard Waechter (1929–1992), österreichischer Opernsänger und Operndirektor
- Felix von Waechter-Spittler (1851–1915), württembergischer Landgerichtsdirektor und Landtagsabgeordneter
- Friedrich Wächter (1767–1840), württembergischer Jurist
- Karl von Waechter-Spittler (1798–1874), deutscher Jurist, Beamter und Politiker
- Karl Alfred von Wächter (1844–1914), deutscher Rittergutsbesitzer und Politiker
- Karl Eberhard von Wächter (1758–1829), deutscher Jurist, Beamter und Politiker
- Karl Georg von Wächter (1797–1880), deutscher Jurist und Hochschullehrer
- Oskar von Wächter (1825–1902), Jurist, württembergischer Landtagsabgeordneter
- Paula von Waechter (1860–1944), deutsche Malerin
- Theodor von Wächter (1865–1943), deutscher Theologe und Sozialdemokrat

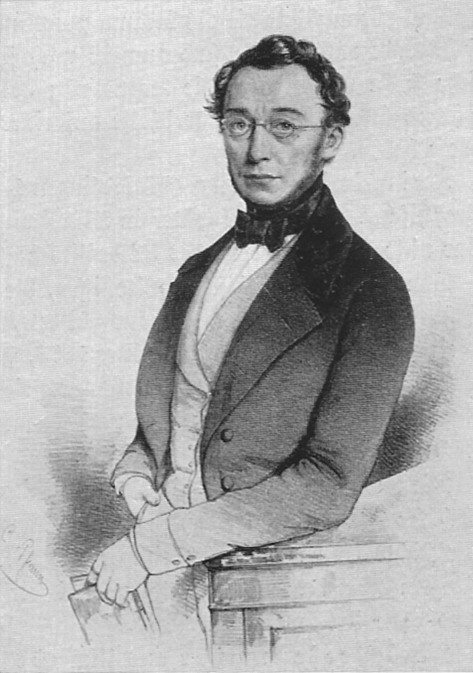
Karl Georg von Wächter (1797–1880)
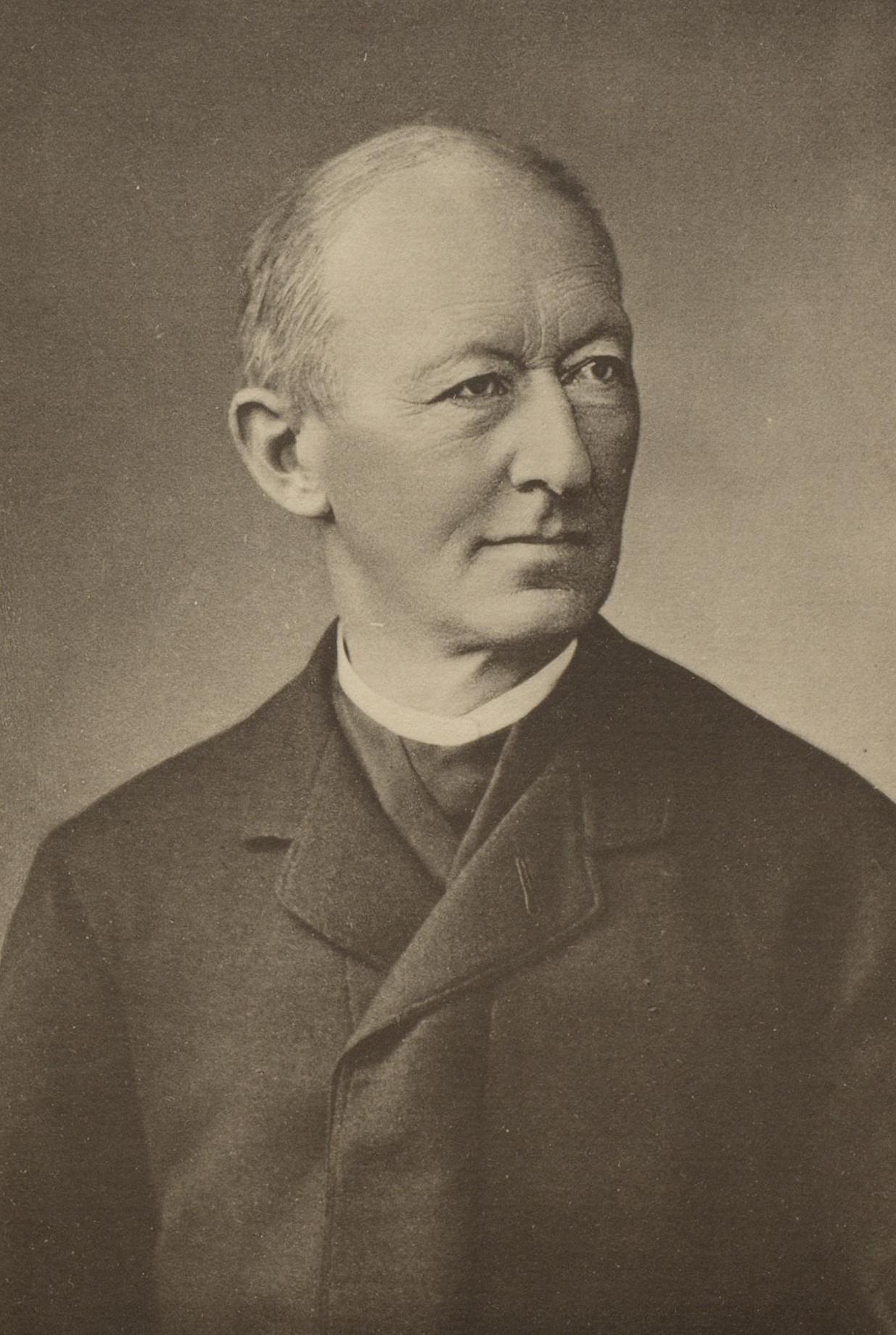
Oskar von Wächter (1825–1902)

## Wappen
- Blasonierung des Wappens von 1779: In Silber ein naturfarbiger Kranich. Auf dem Schild ein gekrönter Helm mit blau-silbernen Helmdecken.
- Blasonierung des Freiherrenwappens derer von Waechter-Lautenbach von 1825: Von Silber und Blau geviert. Felder 1 und 4 auf einem grünen Berg ein schwarzer Kranich mit einem Stein in der rechten Kralle, Felder 2 und 3 ein aufspringender goldener Stier. Über dem Schild die Freiherrnkrone. Auf dem gekrönten Helm mit rechts schwarz-goldenen und links blau-goldenen Decken ein schwarz-golden geteilter offener Flug. Zwei wilde Männer mit Keulen als Schildhalter. Wahlspruch: Industria et vigilantia.[8][9]
- Blasonierung des Freiherrenwappens derer von Waechter-Spittler von 1841: Von Silber und Blau geviert. Felder 1 und 4 auf grünem Berg ein schwarzer Kranich mit einem Stein. Felder 2 und 3 ein goldener Löwe mit einem Schwert in der Rechten und einer goldenen Waage in der Linken. Alle Tiere einwärts gekehrt. Über dem Schild die Freiherrnkrone. Auf dem Helm mit rechts blau-goldenen und links schwarz-silbernen Decken drei Straußenfedern golden, schwarz, silbern.[3]

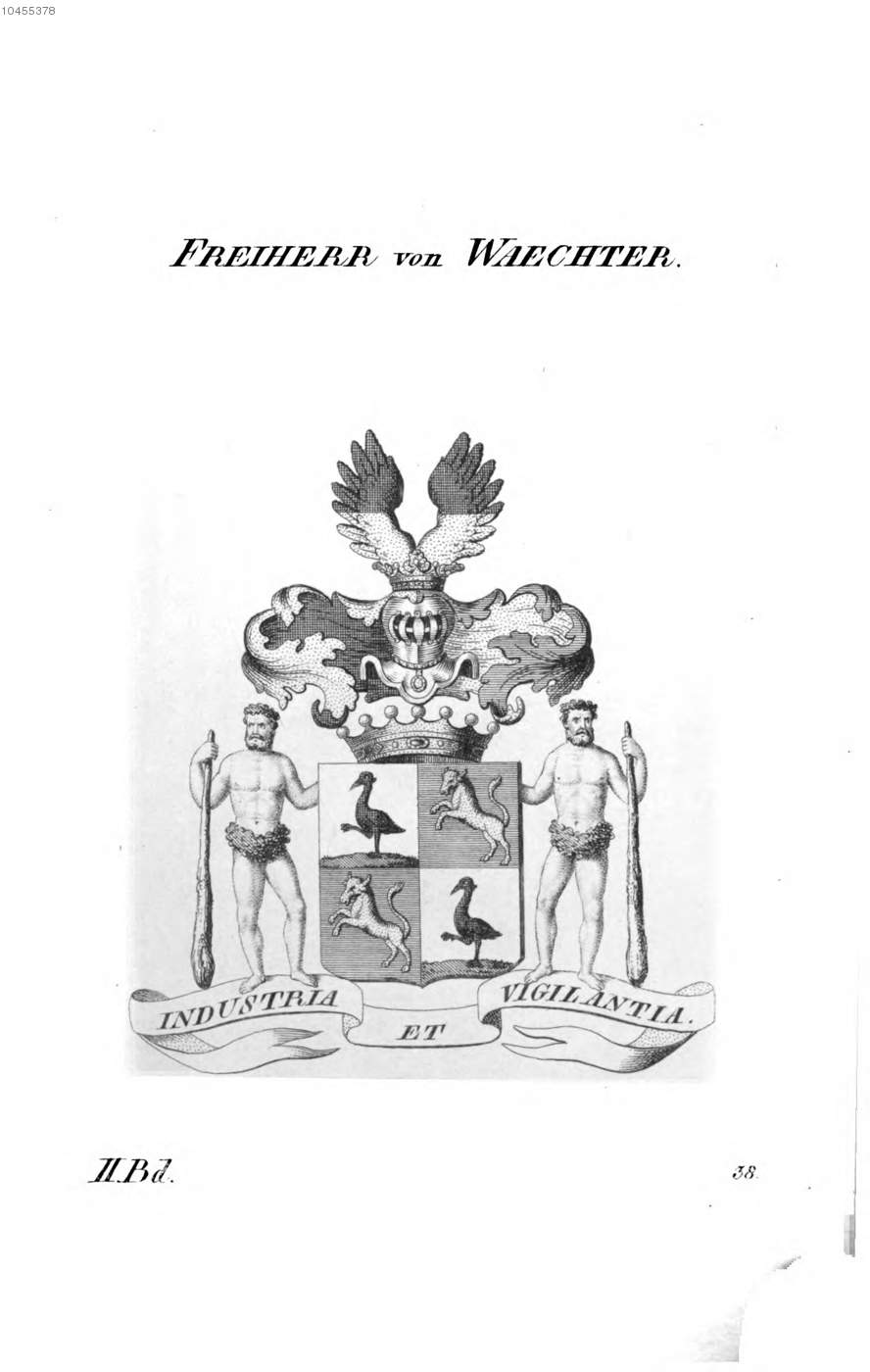
Freiherrenwappen der Waechter von Lautenbach (1825)
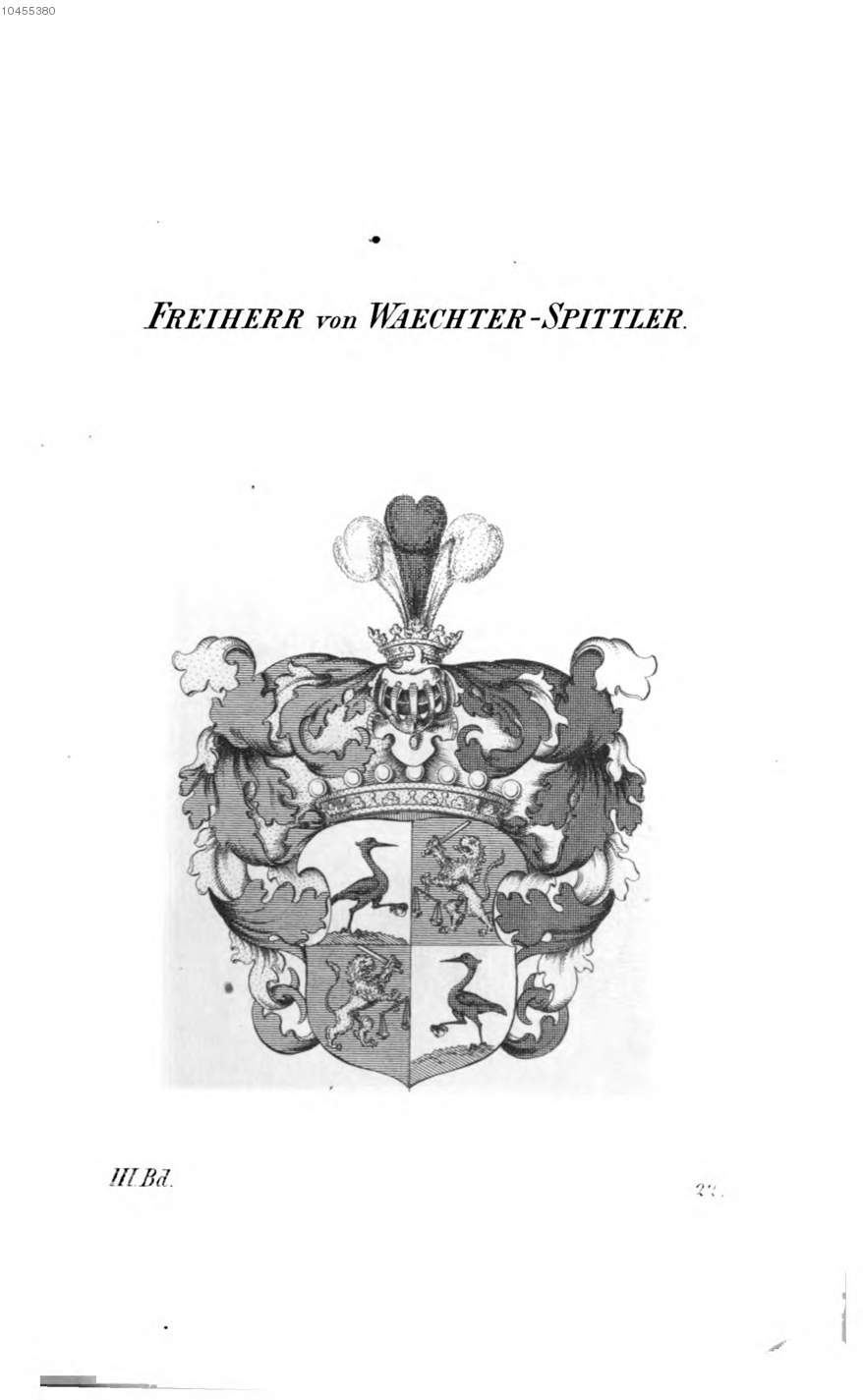
Freiherrenwappen derer von Waechter-Spittler (1841)
Wappen der Waechter-Lautenbach